# موریس دلوار
موریس دلوار (فرانسوی: Maurice Delvart‎؛ ۲۱ سپتامبر ۱۸۹۹ – ۲۴ دسامبر ۱۹۸۶) دونده اهل فرانسه بود.
وی در مسابقات کشوری و بین‌المللی در مجموع برندهٔ ۱ مدال برنز شده‌است.